# Laxosuberites
Laxosuberites är ett släkte av svampdjur. Laxosuberites ingår i familjen Suberitidae.
Släktet innehåller bara arten Laxosuberites incrustans.